# Stefan Ilić
Stefan Ilić (in serbo Стефан Илић?; Kragujevac, 7 aprile 1995) è un calciatore serbo, attaccante dello Sloboda Grbice.

## Caratteristiche tecniche
È un centravanti.

## Carriera

### Club
Cresciuto nelle giovanili del Partizan Belgrado, viene acquistato nel 2014 dallo Spartak Subotica con cui esordisce il 1º marzo sostituendo Miloš Džugurdić al 64' della gara pareggiata per 1-1 contro l'OFK Belgrado.

### Nazionale
Nel 2015 viene convocato dalla Nazionale Under-20 serba per i vittoriosi Mondiali Under-20.

## Palmarès
- Campionato mondiale di calcio Under-20: 1

Nuova Zelanda 2015